# Холмски штит
Холмски штит је био кампањско војно одликовање Трећег рајха.

## Позадина установљавања одликовања
Штит је установљен 1. јула 1942. године, и био је намењен припадницима Вермахта и Луфтвафе, који су се бранили у окпољеном џепу око совјетског града Холм, на реци Ловат у Калининској области. Град су у зиму 1941/42. у великој совјетској противофанзиви опколиле јединице Црвене армије, и у њему се нашло окружено неколико хиљада припадника Вермахта под командом генерал-мајора Теодора Шерера. Он је од Хитлера добио наређење да град брани до последњег човека. Немачке јединице су у обручу издржале од 21. јануара до 5. маја 1942. године. За заслуге Теодор Шерер је добио храстово лишће за Витешки крст, а он је сам касније поделио Холмски штит преживелим припадницима Вермахта и Луфтвафе, којих је било око 5.500.

## Облик и материјал
Штит је у првој варијанти обликовао Polizei Rottwachtmeister Шлимер, а поправио и дорадио га је касније, познати немачки обликоватељ медаља, професор Клајн из Минхена.
Штит је имао облик средњовековног штита. Био је висок 65 mm а широк 45 mm и прчврћшен на подлогу ог платна. На средини штита је био рељеф орла који је гледао улево а у канџама је држао гвоздени крст. Испод крста је великим словима писало CHOLM, а испод тог натписа је писало 1942. Штит је прављен од различитих материјала, зависно од серије. Прве серије су израђиване од алуминијума и биле су причвшћене на веће овално парче платна, док су касније серије штита израђене од немагнетног цинка и прчвршћене на платно истог облика као штит. Платно за прве серије штитова било је димензија 102×62 mm а за касније серије димензије 78×54 mm. Штит је прчвршћен за платно помоћу три гвоздене игле, а на задњој страни је било парче тврдог папира величине штита.
Постоји много сачуваних примерака на подлози од сивог платна, који су додељивани припадницима Вермахта, а ретки су штитови на подлози од плавог платна за припаднике Луфтвафе. Могуће је да су постојали штитови и на подлози плавог морнаричког платна, који су можда добили неки припадници Kriegsmarine који су повремено пловећи по реци Ловат, снабдевали опкољене трупе у Холму.
Одликовање се носило на левом рукаву униформе, под ознаком припадности рода војске, а за ношење на цивилном оделу су постојале минијатурне значке штита, које је носилац могао да купи на основу документа о додељивању штита. Године, 1957. је била урађена прерада одликовања за војне ветеране, на којој је промењена глава орла и одстрањена је свастика из гвозденог крста.
Поред одликовања, одликовани је добио и писмену потврду величине А5, са именом и презименом, јединицом у којој је служио и потписом генерала Шерера.